# درودا يونايتد
درادا يونايتد أو درودا يونايتد (بالإنجليزية: Drogheda United F.C.)‏ هو نادي كرة قدم في ايرلندا، المملكة المتحدة تأسس في 1919. يلعب في دوري الدرجة الممتازة الأيرلندي.

## التاريخ
النادي الحالي هو نتيجة اندماج ناديين في المدينة، دروغيدا يونايتد، الذي تأسس عام 1919، ودروغيدا إف سي، الذي تأسس في عام 1962. اندماج الناديين في عام 1975، ومنذ الاندماج، حقق الفريق أعظم إنجازاته في منافسات الكأس التي أقيمت في بلاده. وتمكن من الوصول إلى نهائي كأس الاتحاد الإنجليزي، والذي فاز به في عام 2005. ومن بين الألقاب الأكثر أهمية للنادي كأس الاتحاد الإنجليزي وكأس السبعين. في عام 2007 حصل على أول لقب بالدرجة الأولى.
في الدوري، برز في البطولة الفرعية التي كانت في موسم 1982-83، مما سمح له بالوصول إلى كأس الاتحاد الأوروبي، حيث خسروا أمام فريق توتنهام هوتسبير الإنجليزي بنتيجة 0-6 و0-8.
منذ عام 1976، لعب مبارياته على أرضه في يونايتد بارك (الآن هانكي دوريس بارك). وسبق له أن لعب في ملعب لورد.

## الشعار
أصاب إيرلندا ضائقه مادية ومجاعة «مجاعة أيرلندا الكبرى» سببها دمار محصول البطاطا والانفجار السكاني وذلك حوالي العام 1845. سمع السلطان العثماني عبد المجيد الأول بنبأ المجاعة من طبيبه وقرر إرسال مساعدات غذائية ونقدية للإيرلنديين. انزلت السفن العثمانية حمولتها من الأغذية في ميناء مدينة دروغيدا التي ينتمي إليها الفريق. وكعرفان لما فعله العثمانيون أصبح الشعار العثماني الهلال والنجمة هو شعار فريق كرة القدم بالمدينة 

## اللاعبون
ملاحظة: تشير الأعلام إلى المنتخب الوطني على النحو المحدد في قواعد الأهلية للفيفا. قد يحمل اللاعبون أكثر من جنسية واحدة غير تابعة للفيفا.
| الرقم | البلد           | المركز | اللاعب                     |
| ----- | --------------- | ------ | -------------------------- |
| 2     | جمهورية أيرلندا | مدافع  | كولم ديزي                  |
| 4     | جمهورية أيرلندا | مدافع  | كيفن فراغر                 |
| 6     | جمهورية أيرلندا | وسط    | جيك هايلاند                |
| 8     | جمهورية أيرلندا | وسط    | شون برينان                 |
| 10    | جمهورية أيرلندا | وسط    | شون ثورنتون (لاعب كرة قدم) |
| 11    | جمهورية أيرلندا | وسط    | ديريك دويل                 |
| 14    | جمهورية أيرلندا | وسط    | آدم ويكستد                 |
| 15    | جمهورية أيرلندا | مدافع  | جون ماكيون                 |
| 17    | جمهورية أيرلندا | مهاجم  | ليام دونيلي                |
| 19    | جمهورية أيرلندا | وسط    | ناثان سيري                 |
| 21    | جمهورية أيرلندا | مهاجم  | آرون آش                    |
| 23    | جمهورية أيرلندا | وسط    | كين كوستيلو                |

| الرقم | البلد           | المركز | اللاعب       |
| ----- | --------------- | ------ | ------------ |
| 25    | جمهورية أيرلندا | مهاجم  | مارك دويل    |
| TBA   | جمهورية أيرلندا | وسط    | غافين برينان |

## وصلات خارجية
- الموقع الرسمي